# San Francisco Suc-Tuc
San Francisco Suc-Tuc es una localidad del estado mexicano de Campeche. Es parte del municipio de Hopelchén.

## Toponimia
El nombre «San Francisco» hace referencia al santo patrono de la localidad: Francisco de Asís. El nombre «Suc-Tuc» proviene de los términos en maya tsuk, abundancia de plantas; tuk, cocoyol. Su significado es «abundancia de cocoyoles».

## Demografía
| Gráfica de evolución demográfica |
|                                  |

| Censo | Población |
| ----- | --------- |
| 1950  | 73        |
| 1960  | 236       |
| 1970  | 314       |
| 1980  | 447       |
| 1990  | 674       |
| 2000  | 903       |
| 2010  | 1 179     |
| 2020  | 1 432     |